# ثورة غولجا
ثورة غولجا :1997 عبارة عن مظاهرات حصلت في تركستان الشرقية وعلى إثرها قتلت قوات الأمن والجيش الصينية المئات من المسلمين الذين تظاهروا احتجاجاً على ما يتعرضون له من قمع وتضييق، ولمطالبتهم بإطلاق سراح بعض المعتقلين.
وحدثت هذه المجزرة بعد أن قام الآلاف من المسلمين بمظاهرة سلمية بتاريخ 5 فبراير للمطالبة بالإفراج عن مئات الأشخاص المعتقلين لدى قوات الأمن بسبب أدائهم لصلاة التراويح كما يقول المتظاهرون.
لكن السلطات الصينية اعترضت المحتجين بقوات خاصة مدججين بأسلحة ثقيلة ودبابات فأمطروا عليهم الرصاص الحي ودهستهم الدبابات، قتل أكثر من 400 مسلم واعتقل مئات آخرون.

## ما بعد الاحتجاجات
ثم قامت السلطات بعمل محاكمات وأصدرت عددا من أحكام الإعدام بحق الأويغور، ولم تذكر السلطات الصينية ولو مرة في بياناتها الداخلية أو الخارجية شيئا بشأن الأويغور الذين لقوا حتفهم أثناء ثورة غولجا، واكتفت بوصفهم بالانفصاليين.
وفي كتاب «تاريخ كفاح سنجيانغ ضد القوى الانفصالية القومية» الذي نشر من قبل مكتب الدراسات الأكاديمية التابعة للحزب الشيوعي في إقليم تركستان الشرقية ذات الحكم الذاتي ووزع سرا داخل الحكومة المحلية قدر عدد الصينيين الذين قتلوا أثناء ثورة غولجا بسبعة أشخاص في حين قدرت وسائل الإعلام العالمية عدد القتلى الأويغور في هذه الحادثة حوالي 400 شخصوبعدها ازدادت حوادث العنف الجماعية التي ينفذها المستوطنون الصينيون من عرقية هان والجنود معا ضد الأويغوريين.
بعد المجزرة وتحديدا في 8 فبراير قامت القوات الصينية بمساعدة المستوطنين من عرقية هان بعرض عسكري في مدينة غولجا.[بحاجة لمصدر]

## وصلات خارجية
- ثورات تركستان